# دختران بدجنس (فیلم ۲۰۲۴)
دختران بدجنس (انگلیسی: Mean Girls) یک فیلم کمدی و موزیکال آمریکایی محصول ۲۰۲۴ به کارگردانی آرتورو پرز جونیور و سامانتا جین بر اساس فیلمنامه‌ای از تینا فی، اقتباس شده از تئاتر موزیکال به همین نام است که به نوبه خود بر اساس فیلمی با همین نام (۲۰۰۴) ساخته شده‌است. در این فیلم انگوری رایس، رنه رپ، اولی کراوالیو و کریستوفر برینی ایفای نقش می‌کنند.
ساخت فیلم در ژانویه ۲۰۲۰ آغاز شد. فیلمبرداری در مارس ۲۰۲۳ آغاز شد و در آوریل همان سال به پایان رسید. این فیلم در ۱۲ ژانویه ۲۰۲۴ توسط پارامونت پیکچرز در ایالات متحده اکران شد و نقدهای عموماً مثبتی از سوی منتقدان دریافت کرد.

## بازیگران
- انگوری رایس در نقش کیدی هرون، دختر نوجوانی که پس از تحصیل در خانه در کنیا به دبیرستان نورث شور منتقل می‌شود
- رنه رپ در نقش رجینا جورج، یک دختر ضعیف ثروتمند و محبوب که رهبر The Plastics است
- آلیئی کراوالیو در نقش جنیس ایمیکه، دوست کیدی و دمیان
- ژاکل اسپایوی در نقش دامیان هوبارد، بهترین دوست جنیس
- آوانتیکا ونداناپو در نقش کارن شتی، یکی از اعضای The Plastics[۱۰]
- بی بی وود در نقش گرچن وینر، یکی از اعضای The Plastics
- کریستوفر برینی در نقش آرون ساموئلز، دوست پسر سابق رجینا و شخص مورد علاقه کیدی
- جینا فیشر در نقش خانم هرون، مادر کیدی
- باسی فیلیپ در نقش خانم جورج، مادر رجینا
- تینا فی در نقش خانم نوربری، معلم ریاضی دبیرستان نورث شور
- تیم مدوز در نقش آقای دووال، مدیر دبیرستان نورث شور

## بازخورد
در وبگاه جمع‌آوری نقد راتن تومیتوز، ٪۷۰ از ۲۲۹ بررسی منتقدان مثبت است و میانگینِ امتیاز آن ۶٫۲/۱۰ است. اجماع این وبگاه چنین می‌نویسد: «با حفظ ذات اصلی و اضافه کردن چند چین و چروک جدید - و آهنگهای جدید - دختران بدجنس یک بروزرسانی شیرین (اگر ناچیز) با بازیگرانی برجسته است.» این فیلم در متاکریتیک که از میانگین وزنی استفاده می‌کند، بر اساس نظر ۴۷ منتقدین امتیاز ۵۸ از ۱۰۰ را کسب کرده که نشان‌گر «نقدهای مختلط یا متوسط» است. تماشاگران مورد نظر سینماسکور میانگین نمره "B" را در مقیاس A+ تا F به فیلم دادند، در حالی که نظرسنجی پست‌ترک به آن نمره کلی ۷۰٪ مثبت دادند.